# Allen Robinson
Allen Bernard Robinson II (* 24. August 1993 in Detroit, Michigan) ist ein US-amerikanischer American-Football-Spieler. Er spielt auf der Position des Wide Receiver in der National Football League (NFL). Robinson stand bei den Jacksonville Jaguars, Chicago Bears, Los Angeles Rams und den Pittsburgh Steelers unter Vertrag und spielt aktuell für die Detroit Lions.

## College
Robinson spielte College Football an der Pennsylvania State University für die Penn State Nittany Lions. In seiner Karriere fing er dort 177 Pässe für 2.479 Yards und 17 Touchdowns.

## NFL
Robinson wurde als 61. Spieler in der zweiten Runde des NFL Draft 2014 von den Jacksonville Jaguars ausgewählt.

Am 19. Oktober 2014 in Woche 7 fing er seinen ersten Touchdown gegen die Cleveland Browns. Er war mit 48 gefangenen Pässen für 548 Yards und zwei Touchdowns der beste Receiver seines Team, bevor er sich eine Fußverletzung zuzog und deshalb die letzten sechs Spiele verpasste. In der Saison 2015 erzielte er 1.400 Yards und 14 Touchdowns, wobei er mehrere Franchiserekorde erzielte. Robinson wurde zum First Alternate für den Pro Bowl 2016 in Honolulu, Hawaii ernannt und wurde für diesen auch ausgewählt. Dort ersetzte er den verletzten Calvin Johnson. In der Saison 2016 hatte sich Robinson zum Gesicht des Franchises entwickelt. Er wurde den Anforderungen jedoch nicht gerecht, ließ vermehrt Pässe fallen, und auch seine statistischen Leistungen sanken auf 73 gefangene Pässe für 883 Yards und sechs Touchdowns. Am ersten Spieltag der Saison 2017 riss Robinson sich sein Kreuzband und fiel dadurch für die komplette Saison aus.
Nach der Saison wurde er Free Agent und unterschrieb bei den Chicago Bears. Verletzungsbedingt verpasste er drei Spiele und erzielte insgesamt 754 Yards und vier Touchdowns durch das Fangen von 55 Pässen. In den folgenden beiden Jahren kam Robinson jeweils trotz einer schwachen Offense der Bears auf über 1000 Receiving-Yards. Im März 2021 belegten die Bears ihn mit dem Franchise Tag über 18 Millionen Dollar, den er wenig später unterschrieb.
Im März 2022 einigte Robinson sich mit den Los Angeles Rams auf einen Dreijahresvertrag. Nach der Saison 2022 wurde er zu den Pittsburgh Steelers getraded, wo er in allen 17 Spielen der neuen Saison als Starter aufgeboten wurde. Einen Touchdown konnte er in dieser Saison allerdings nicht erzielen. Er fing 34 Pässe für 280 Yards. Am 8. März 2024 wurde Robinson von den Steelers entlassen.
Im Mai 2024 nahmen die New York Giants Robinson unter Vertrag. Er wurde vor Saisonbeginn im Rahmen der Kaderverkleinerung auf 53 Spieler entlassen und schloss sich daraufhin dem Practice Squad der Detroit Lions an.